# Montgomery County (Mississippi)
Das Montgomery County ist ein County im US-Bundesstaat Mississippi. Das U.S. Census Bureau hat bei der Volkszählung 2020 eine Einwohnerzahl von 9822 ermittelt.
Der Verwaltungssitz (County Seat) ist Winona, das nach einem Ausdruck der Sioux-Sprache benannt wurde, der übersetzt erstgeborene Tochter bedeutet.

## Geographie
Das County liegt im mittleren Norden von Mississippi und hat eine Fläche von 1056 Quadratkilometern, wovon drei Quadratkilometer Wasserfläche sind. Es grenzt an folgende Countys:
|                | Grenada County | Webster County |
| Carroll County |                | Choctaw County |
|                | Attala County  |                |

## Geschichte

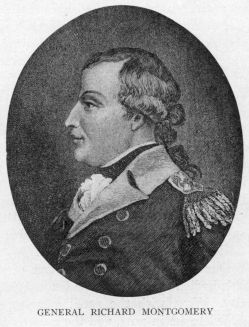
R. Montgomery

Das Montgomery County wurde am 13. Mai 1871 aus Teilen des Carroll County und des Choctaw County gebildet. Benannt wurde es nach Richard Montgomery, einem General im Amerikanischen Unabhängigkeitskrieg.

Sieben Bauwerke und Stätten des Countys sind im National Register of Historic Places eingetragen (Stand 2. Februar 2018).

## Demografische Daten

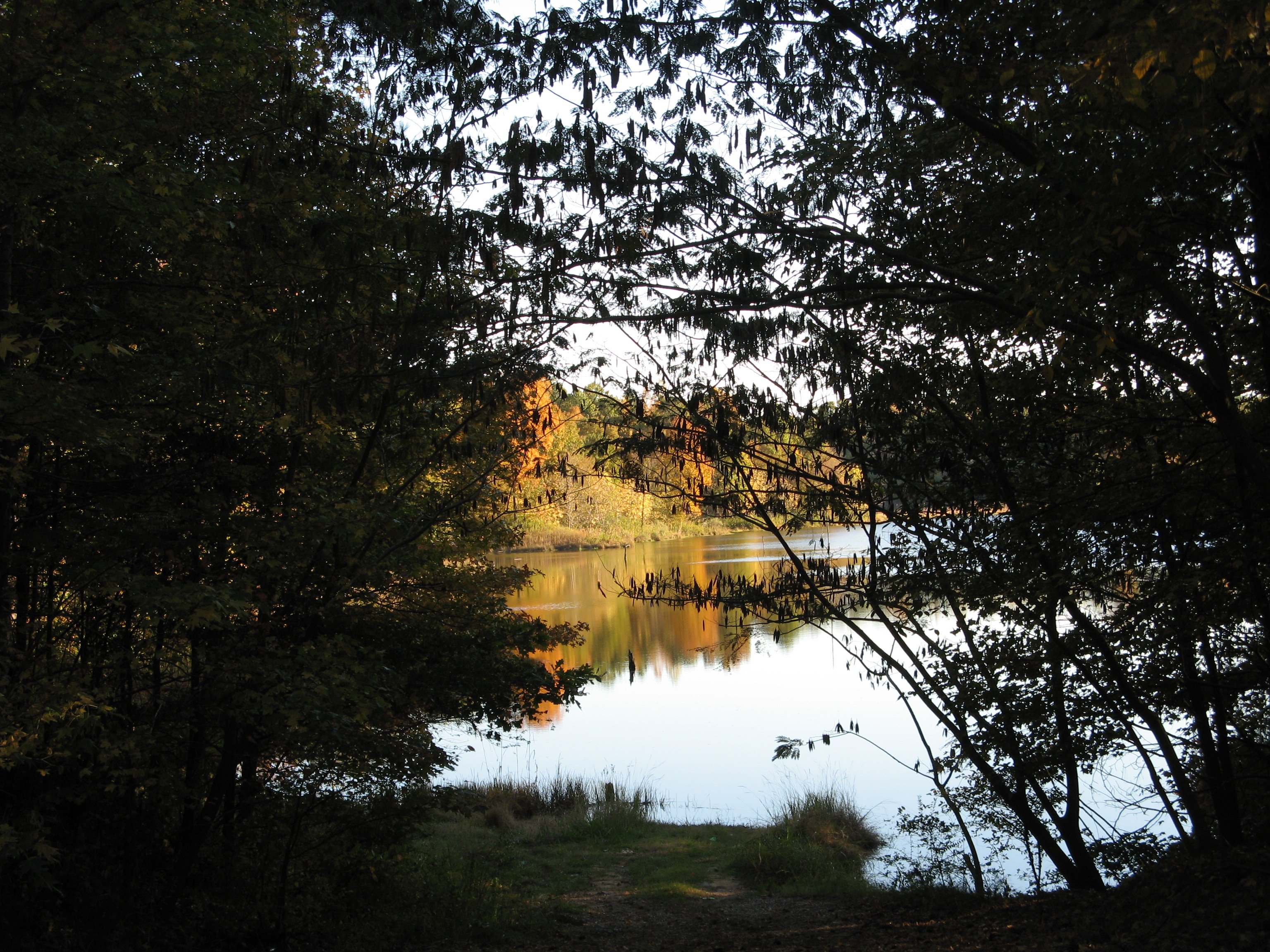
Herbst im Montgomery County, Mississippi

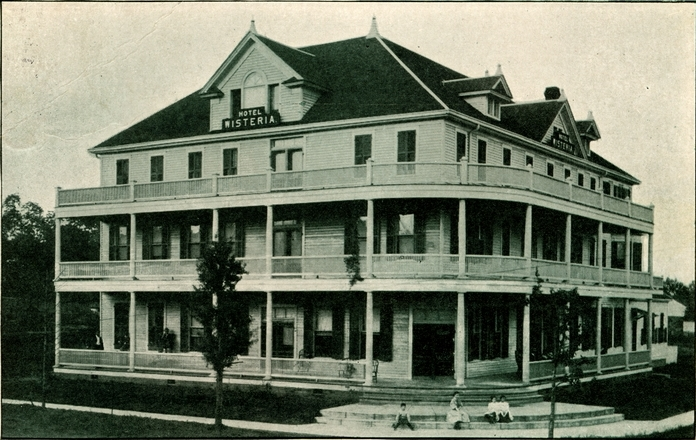
Wisteria Hotel in Winona, gelistet im NRHP

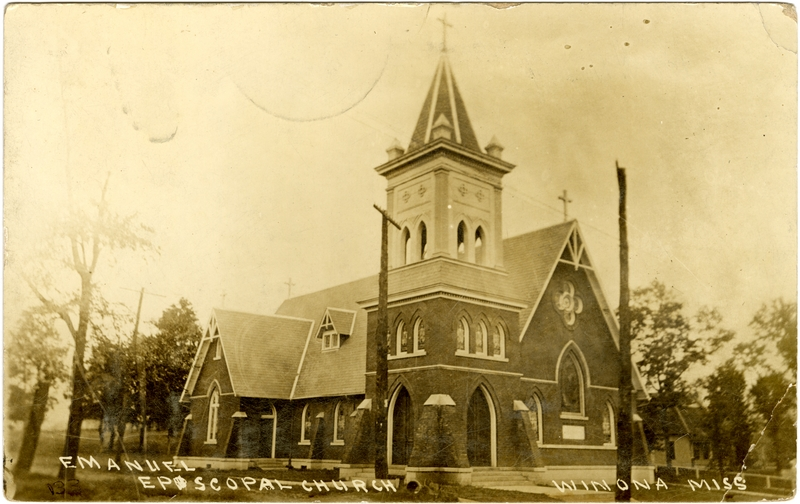
Immanuel Episcopal Church in Winona, gelistet im NRHP

Nach der Volkszählung im Jahr 2000 lebten im Montgomery County 12.189 Menschen in 4690 Haushalten und 3367 Familien. Die Bevölkerungsdichte betrug 12 Personen pro Quadratkilometer. Ethnisch betrachtet setzte sich die Bevölkerung zusammen aus 54,25 Prozent Weißen, 44,95 Prozent Afroamerikanern, 0,08 Prozent amerikanischen Ureinwohnern, 0,25 Prozent Asiaten, 0,02 Prozent Bewohnern aus dem pazifischen Inselraum und 0,07 Prozent aus anderen ethnischen Gruppen; 0,3 Prozent stammten von zwei oder mehr Ethnien ab. 0,85 Prozent der Bevölkerung waren spanischer oder lateinamerikanischer Abstammung, die verschiedenen der genannten Gruppen angehörten.
Von den 4690 Haushalten hatten 32,6 Prozent Kinder unter 18 Jahren, die mit ihnen lebten. 48,5 Prozent waren verheiratete, zusammenlebende Paare, 18,8 Prozent waren allein erziehende Mütter und 28,2 Prozent waren keine Familien. 26,1 Prozent aller Haushalte waren Singlehaushalte und in 13,6 Prozent lebten Menschen im Alter von 65 Jahren oder darüber. Die durchschnittliche Haushaltsgröße lag bei 2,57 und die durchschnittliche Familiengröße bei 3,10 Personen.
26,8 Prozent der Bevölkerung war unter 18 Jahre alt, 8,9 Prozent zwischen 18 und 24, 25,3 Prozent zwischen 25 und 44, 22,4 Prozent zwischen 45 und 64 Jahre alt und 16,7 Prozent waren 65 Jahre oder älter. Das Durchschnittsalter betrug 37 Jahre. Auf 100 weibliche kamen statistisch 86,4 männliche Personen und auf 100 Frauen im Alter von 18 Jahren oder darüber kamen 81,1 Männer.

Das durchschnittliche Einkommen eines Haushaltes betrug 25.270 USD, das einer Familie 31.602 USD. Männer hatten ein durchschnittliches Einkommen von 26.590 USD, Frauen 17.639 USD. Das Prokopfeinkommen lag bei 14.040 USD. Etwa 21,9 Prozent der Familien und 24,3 Prozent der Bevölkerung lebten unterhalb der Armutsgrenze.

## Städte und Gemeinden
| - Duck Hill - Kilmichael - Lodi - Poplar Creek | - Stewart - Sweatman - Winona |